# دهستان مواضع‌خان شرقی
دهستان مواضع‌خان شرقی یکی از دهستان‌های استان آذربایجان شرقی است که در بخش خواجه شهرستان هریس واقع شده‌است.